# Boubacar Barry
Boubacar „Copa” Barry (ur. 30 grudnia 1979 w Marcory) – piłkarz z Wybrzeża Kości Słoniowej występujący na pozycji bramkarza, reprezentant swojego kraju.
Boubacar Barry rozpoczynał karierę w swojej ojczyźnie, skąd wyjechał do Francji w 2001 roku. W Stade Rennais występował przez dwa i pół sezonu, nie debiutując nawet w Ligue 1. W 2003 przeniósł się do belgijskiego KSK Beveren, gdzie był podstawowym bramkarzem. W 2004 był wraz z klubem z Beveren finalistą Pucharu Belgii. W 2007 roku przeniósł się do KSC Lokeren.

## Kariera reprezentacyjna
W reprezentacji Wybrzeża Kości Słoniowej Barry rozegrał do tej pory 78 meczów. Zaliczył jeden występ na Pucharze Narodów Afryki 2006, na którym jego drużyna zajęła 2. miejsce. W reprezentacji Henriego Michela był również na Mistrzostwach Świata w Niemczech, jednak w roli rezerwowego bramkarza drużyny, która odpadła już w fazie grupowej. Swój jedyny występ na Mundialu zaliczył w pożegnalnym meczu przeciwko Serbii i Czarnogórze (3:2).